# Corneli Lèntul (pretor 137 aC)
Corneli Lèntul (en llatí: Cornelius Lentulus) va ser un magistrat romà del segle ii aC.
Corneli va ser pretor a Sicília en un any de la dècada del 130 aC, possiblement el 137 aC, durant la revolta d'esclaus que hi va haver en aquesta illa (139-135 aC). Corneli, com els pretors dels anys anteriors i següents, va patir una derrota humiliant contra Èunous, i el 134 aC va haver d'intervenir el cònsol Gai Fulvi Flac.
Els fets són coneguts per mitjà del text de Florus, que no és gaire precís ni acurat i no permet identificar bé els pretors del període de la revolta, de manera que no es coneix ni el parentiu de Corneli ni el seu prenom. Es podria tractar del pare de Gneu Corneli Lèntul, cònsol el 146 aC, o bé de Luci Corneli Lèntul, cònsol el 130 aC, per ventura també el mateix que va ser legat a Macedònia el 168 aC.